# کاهش جمعیت حشرات

کاهش سالانه ۵٫۲ درصدی زیست‌توده حشرات پرنده موجود در ذخایر طبیعی آلمان - حدود ۷۵ درصد کاهش در ۲۶ سال

حشرات پرشمارترین و گسترده‌ترین رده در قلمرو جانوران هستند و تا ۹۰٪ از تمام گونه‌های جانوری را شامل می‌شوند. در دهه ۲۰۱۰، گزارش‌هایی دربارهٔ کاهش گسترده جمعیت حشرات در چندین راستهمختلف منتشر شد. شدت گزارش‌شده این کاهش، بسیاری از ناظران را شگفت‌زده کرد، اگرچه پیش از آن نیز یافته‌هایی دربارهٔ کاهش گرده‌افشان‌ها وجود داشت. همچنین گزارش‌های غیررسمی از فراوانی بیشتر حشرات در اوایل قرن بیستم در دست است. بسیاری از رانندگان خودرو این شواهد را از پدیده‌ای موسوم به پدیده شیشه جلو می‌شناسند. عوامل کاهش جمعیت حشرات مشابه عواملی است که باعث کاهش تنوع زیستی در سایر گروه‌ها می‌شود؛ از جمله از دست دادن تنوع زیستی، استفاده از آفت‌کش (به‌ویژه حشره‌کش)، گونه معرفی‌شده و – در برخی مناطق و به میزان کمتر – آثار تغییرات اقلیمی. عامل دیگری که ممکن است به‌طور خاص مربوط به حشرات باشد، آلودگی نوری است که تحقیقات دربارهٔ آن همچنان ادامه دارد.
معمولاً این کاهش شامل کاهش فراوانی است، اگرچه در برخی موارد کل گونه‌ها در حال انقراض هستند. این کاهش‌ها به هیچ وجه یکنواخت نیستند. در برخی مناطق، گزارش‌هایی از افزایش جمعیت کلی حشرات وجود دارد و به نظر می‌رسد فراوانی برخی از انواع حشرات در سراسر جهان در حال افزایش است. همه راسته‌های حشرات به یک شکل تحت تأثیر قرار نمی‌گیرند؛ بیشترین آسیب‌ها مربوط به زنبورها، پروانه‌ها، شب‌پره، قاب‌بالان، آسیابک و سنجاقک است. بسیاری از گروه‌های حشرات باقی‌مانده تا به امروز تحقیقات کمتری دریافت کرده‌اند. همچنین، ارقام مقایسه‌ای از دهه‌های قبل اغلب در دسترس نیستند. در معدود مطالعات بزرگ جهانی، تخمین تعداد کل گونه‌های حشرات در معرض خطر انقراض بین ۱۰ تا ۴۰ درصد متغیر است، اگرچه همه این تخمین‌ها با اختلاف نظر همراه بوده‌اند.
مطالعات نشان می‌دهد در مناطقی که جمعیت حشرات رو به کاهش است، فراوانی آنها برای دهه‌ها رو به کاهش بوده است. با این حال، این روندها قبلاً مشاهده نشده بودند، زیرا از نظر تاریخی علاقه بسیار کمتری به مطالعه حشرات در مقایسه با پستانداران، پرندگان و سایر مهره‌داران وجود داشته است. یکی از دلایل، کمبود نسبی کلان‌زیاگان کاریزمایی حشرات است. در سال ۲۰۱۶، مشاهده شد که اگرچه ۳۰۰۰۰ گونه حشره در اروپای مرکزی زندگی می‌کنند، اما عملاً هیچ متخصصی در این منطقه وجود ندارد که به‌طور تمام وقت به نظارت بر آنها بپردازد. این مسئله تحقیقات ناکافی در کشورهای در حال توسعه حتی حادتر است. از سال ۲۰۲۱، تقریباً تمام مطالعات مربوط به روندهای منطقه‌ای جمعیت حشرات از اروپا و ایالات متحده انجام شده است، حتی اگر آنها کمتر از ۲۰٪ از گونه‌های حشرات در سراسر جهان را تشکیل دهند. در آفریقا، آسیا و آمریکای جنوبی به ندرت می‌توان حشراتی را مشاهده کرد که چندین دهه قدمت داشته باشند. چنین مطالعاتی برای نتیجه‌گیری در مورد روندهای جمعیتی در مقیاس بزرگ مورد نیاز است.
برای پاسخ به این کاهش‌ها، دولت‌های مختلف اقدامات حفاظتی را برای کمک به حشرات ارائه داده‌اند. برای مثال، دولت آلمان در سال ۲۰۱۸ یک برنامه عملیاتی برای حفاظت از حشرات آغاز کرد اهداف این برنامه شامل ترویج زیستگاه‌های حشرات در چشم‌انداز کشاورزی و کاهش پیامد زیست‌محیطی آفت‌کش‌ها، آلودگی نوری و آلاینده‌ها در خاک و آب است.